# وزارت رایش برای روشنگری مردم و پروپاگاندا

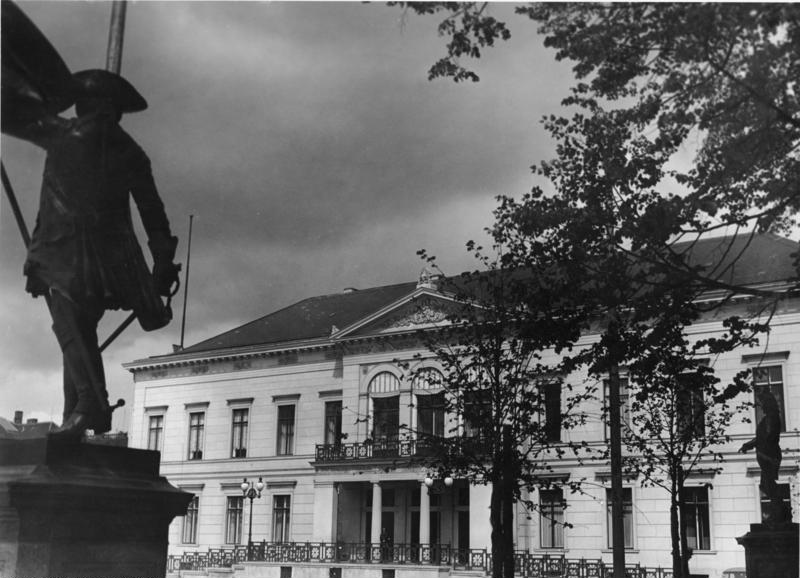
ساختمان وزارت - ۱۹۳۶

وزارت رایش برای روشنگری مردم و پروپاگاندا (German: Reichsministerium für Volksaufklärung und Propaganda یا Propagandaministerium) یک وزارت رایش آلمان بود که ایدئولوژی ناسیونال سوسیالیستی را در آلمان اعمال می‌کرد و فرهنگ و جامعه آن را تنظیم می‌کرد. این وزارت که در ۱۳ مارس ۱۹۳۳ توسط دولت نوین ناسیونال سوسیالیست آدولف هیتلر بنیان نهاده شد، یوزف گوبلس را در رأس خود داشت و مسئول نظارت بر مطبوعات و فرهنگ آلمان بود.
وزارتخانه در اردنسپالاییس در برلین میته در ویلهلمپلاتس در برابر صدارت عظمای رایش قرار داشت.